# (6551) 1988 XP
1988 أكس بي (ويعرف أيضًا باسم (6551) 1988 أكس بي وفق تسمية الكوكب الصغير) (بالإنجليزية: 1988 XP)‏ هو كويكب ضمن حزام الكويكبات؛ وترتيبه 6551 من حيث الاكتشاف.
اكتُشف هذا الجُرم الفلكي بواسطة Takuo Kojima ‏ في 5 ديسمبر 1988.

## وصلات خارجية
- (6551) 1988 XP في قاعدة بيانات مختبر الدفع النفاث لأجرام النظام الشمسي الصغيرة

- الاكتشاف · مخطط المدار ·  العناصر المدارية · المعلمات المادية

- (6551) 1988 XP على موقع ويكي سكاي: DSS2, SDSS, GALEX, IRAS, Hydrogen α, X-Ray, Astrophoto, Sky Map, Articles and images